# U-288
U-288 — средняя немецкая подводная лодка типа VIIC времён Второй мировой войны.

## История
Заказ на постройку субмарины был отдан 5 июня 1941 года. Лодка была заложена 7 сентября 1942 года на верфи Бремен-Вулкан под строительным номером 53, спущена на воду 15 мая 1943 года. Лодка вошла в строй 26 июня 1943 года под командованием оберлейтенанта Вилли Мейера.

### Флотилии
- 26 июня 1943 года — 31 января 1944 года — 8-я флотилия (учебная)
- 1 февраля 1944 года — 3 апреля 1944 года — 13-я флотилия

### История службы
Лодка совершила 2 боевых похода, успехов не достигла. Потоплена 3 апреля 1944 года в Баренцевом море к юго-востоку от острова Медвежий, Норвегия, в районе с координатами 73°44′ с. ш. 27°12′ в. д., глубинными бомбами и ракетами с самолёта типа «Суордфиш» и типов «Эвенджер» и «Уайлдкет» c британских эскортных авианосцев HMS Activity и HMS Tracker, в ходе проводки арктического конвоя JW-58. 49 погибших (весь экипаж). Атаковавший «Суордфиш» был сбит зенитчиками лодки.